# Белово (Нерехтский район)
Белово — деревня в Нерехтском районе Костромской области. Входит в состав Волжского сельского поселения.

## История
В 1966 г. указом президиума ВС РСФСР деревня Подорванка переименована в Белово.

## Население
| 2008 | 2010 | 2014 |
| ---- | ---- | ---- |
| 2    | ↘0   | ↗2   |